# КСР-5
Радуга КСР-5 (в превод от руски – дъга), (по спецификация на НАТО – AS-6 Kingfish) е съветска, въздушно изстрелвана бойна крилата ракета с далечен обсег, използвана от военноморските сили (ВМС), предимно за атака срещу бойни кораби.
Ракета може да е оборудвана с конвенционална или ядрена бойна глава.
„Радуга КСР-5“ е носена от легендарния съветски реактивен бомбардировач-ракетоносец Ту-16, в модификациите: Ту-16K-26, Ту-16КСР-2-5 и Ту-16КСР-2-5-11.

## Спецификация
- Дължина: 10 м (35 feet)
- Разпереност: 2.5 м (9 feet)
- Диаметър: 0.9 м (3 feet)
- Тегло преди изстрелване: 4000 кг (8800 lbs.)
- Скорост: Мах 3.5
- Обсег: 300 км (185 miles)
- Насочване: Активен радар и анти радарно насочване
- Бойна глава: 1000 кг (2200 lbs.) конвенционален експлозив или 350 килотона ядрена бойна глава